# Abram Nteo
Abram Leukie Nteo (15 de julho de 1977) é um ex-futebolista profissional sul-africano que atuava como meia.

## Carreira
Abram Nteo representou a Seleção Sul-Africana de Futebol, nas Olimpíadas de 2000. 